# Liste der Naturdenkmale in Werther (Westf.)
Die Liste der Naturdenkmale in Werther (Westf.) nennt die im Gebiet der Stadt Werther (Westf.) im Kreis Gütersloh in Nordrhein-Westfalen ausgewiesenen Naturdenkmale.

## Naturdenkmale
| Bild | Nr.    | Bezeichnung    | Lage                                                   | Position                   | Beschreibung                                                                     |
| ---- | ------ | -------------- | ------------------------------------------------------ | -------------------------- | -------------------------------------------------------------------------------- |
|      | B10    | Stieleiche     | Häger, Engerstraße 121                                 | 52° 5′ 51″ N, 8° 27′ 6″ O  |                                                                                  |
|      | 2.3.12 | Kalksteinbruch | nördlich Kleeberg am Hapkenberg                        | 52° 5′ 25″ N, 8° 21′ 47″ O |                                                                                  |
|      | 2.3.13 | Hohlweg        | bei Bergmann am Hapkenberg                             | 52° 5′ 15″ N, 8° 22′ 11″ O |                                                                                  |
|      | 2.3.14 | Stieleiche     | nördlich des Hauses Diekstraße 1                       | 52° 5′ 26″ N, 8° 22′ 35″ O |                                                                                  |
|      | 2.3.24 | Stieleiche     | westlich des Schuppens am Weg Schmalenhorst            | 52° 6′ 18″ N, 8° 24′ 23″ O |                                                                                  |
|      | 2.3.25 | Stieleiche     | an der Käppkenstraße, ca. 300 m außerhalb der Ortslage | 52° 4′ 52″ N, 8° 24′ 11″ O |                                                                                  |
|      | 2.3.31 | Baumgruppe     | nördlich Hof Tebbe, Schröttinghausener Straße 10       | 52° 5′ 37″ N, 8° 27′ 5″ O  | fünf ca. 150 Jahre alten Buchen und einer ca. 350 bis 400 Jahre alten Stieleiche |
|      | 2.3.32 | Hohlweg        | Käppkenstraße, westlich von Werther, Nähe Drostenhof   | 52° 4′ 48″ N, 8° 24′ 12″ O |                                                                                  |